# Bébé est ange gardien
Pour plus de détails, voir Fiche technique et Distribution.
Bébé est ange gardien est un film muet français réalisé par Louis Feuillade et sorti en 1912.
Ce film fait partie de la série des Bébé.

## Fiche technique
- Titre : Bébé est ange gardien
- Réalisation : Louis Feuillade
- Scénario : Louis Feuillade
- Société de production : Société des Établissements L. Gaumont
- Pays de production :  France
- Langue : film muet avec les intertitres en français
- Format : Noir et blanc — 35 mm — 1,33:1 — Muet
- Métrage : 140 m
- Genre : Comédie
- Durée : 4 minutes 40
- Date de sortie : 
  - France : décembre 1912

## Distribution
- René Dary : Bébé (comme Clément Mary)
- Renée Carl : la mère